# أفونسو غيماريش دا سيلفا
أفونسو غيماريش دا سيلفا (بالبرتغالية: Afonso Guimarães da Silva‏) (مواليد 8 مارس 1914) هو لاعب كرة قدم. يلعب مع منتخب البرازيل لكرة القدم. سبق له أن لعب في كأس العالم لكرة القدم مع منتخب بلاده.

## روابط خارجية
- أفونسو غيماريش دا سيلفا على موقع الاتحاد الدولي (مؤرشف)  (الإنجليزية)
- أفونسو غيماريش دا سيلفا على موقع قاعدة بيانات كرة القدم.إي يو (الإنجليزية)
- أفونسو غيماريش دا سيلفا على موقع ناشيونال فوتبول تيمز (الإنجليزية)
- أفونسو غيماريش دا سيلفا على موقع Soccerway.com (الإنجليزية)
- أفونسو غيماريش دا سيلفا على موقع عالم كرة القدم.نت (الإنجليزية)